# Emil Artur Longen

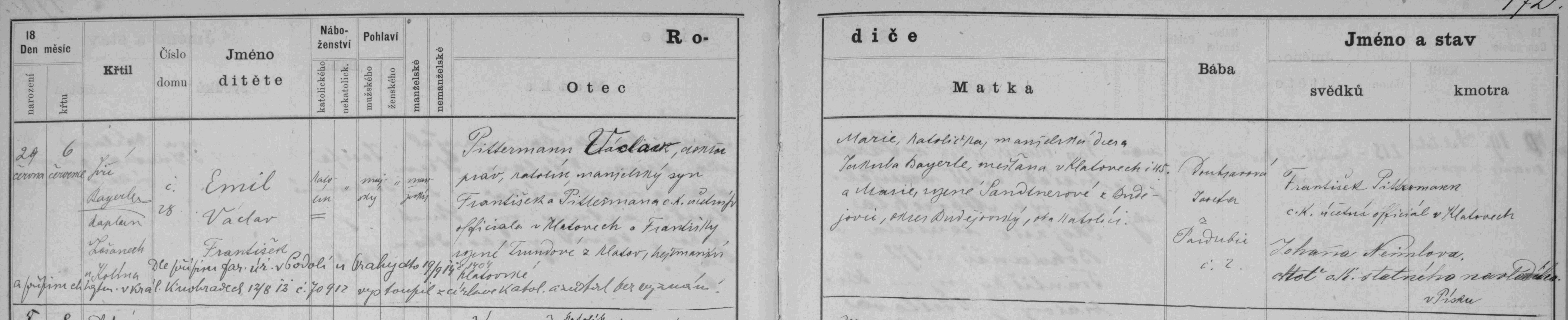
Matriční zápis o narození a křtu Emila Václava Pittermana (matrika N 1880–1887 Pardubice - Jesenčánky + Zelené Předměstí (SOA Zámrsk))

Emil Artur Longen, vlastním jménem Emil Artur (křtěný Emil Václav František) Pitterman (29. června 1885 Pardubice – 24. dubna 1936 Benešov) byl český dramatik, režisér, herec, komik, scenárista, spisovatel a malíř, přední osobnost českého divadla a vůbec kultury počátku 20. století a první republiky.

## Longen malíř
Emil Artur Pittermann byl synem notáře z Vlašimi. Vystudoval gymnázium v Benešově, od roku 1904 studoval na Akademii výtvarných umění v Praze u profesora Františka Thieleho. Z akademie byl vyloučen v roce 1908 za kázeňské přestupky. Pitterman byl všestranně nadaný, ale často neukázněný, díky tomu se o něm šířily fámy a legendy.
Již za studií (1907) se podílel na vytvoření malířské skupiny Osma, jejímiž členy byli např. Emil Filla a Bohumil Kubišta. Jako malíř inklinoval zprvu k postimpresionismu a expresionismu, později byl ovlivněn kubismem a sociálními motivy. Kromě obrazů tvořil kresby, ilustrace a karikatury do svých knih a časopisů.

## Longen kabaretiér adivadelník
Současně ho okouzlilo prostředí divadla a kabaretu. Od roku 1909 už pod pseudonymem Longen spolupracoval s Eduardem Bassem. V následujících dvaceti letech se z Pittermanna stala výrazná osobnost pražských kabaretů, působil v Červené sedmě, Lucerně, Montmartru, Na poříčí a Rokoku. V roce 1920 založil v Praze kabaret Bum a Revoluční scénu. V Revoluční scéně poprvé dramatizoval Haškovy Osudy dobrého vojáka Švejka s Karlem Nollem v hlavní roli, a Kischovu povídku Nanebevstoupení Tonky Šibenice, kde ústřední roli hrála Longenova žena Xena.
Nějaký čas působil také v zahraničí; v Paříži, Lublani a Berlíně, kde měl vlastní scénu Wilde Bühne (1922). Přes Brno se vrátil do Prahy, kde v červnu 1925 založil spolu s režisérem Vladimírem Gamzou soubor Sečesteal („Spojené ensembly Českého studia E. A. Longena“), který se však dlouho při životě neudržel.
Poté Longen přišel do Divadla Vlasty Buriana, kde působil jako dramaturg a herec, psal pro ně i úspěšné komedie, některé byly i zfilmovány a dodnes patří u publika k těm nejoblíbenějším. Byly to např. hry C. a k. polní maršálek, Kasta pro sebe, V tlamě velryby a Už mě vezou. Longen měl na Burianovu uměleckou dráhu rozhodující vliv.

## Longen filmař a spisovatel
Longen se zapsal do počátků české kinematografie, když byl r. 1911 spoluautorem a ústřední postavou grotesek o pražském švihákovi Rudim; poslední ze série, Rudi sportsman režíroval samostatně. V němém filmu se pak objevil už jen v roli kouzelníka v kriminálním filmu Otrávené světlo z r. 1921 po boku Karla Lamače a Anny Ondrákové. Počátkem třicátých let si pak zahrál ještě ve dvou zvukových dramatech, významná byla především jeho role špiona Redla ve filmu Aféra plukovníka Redla.
O to významnější byly jeho náměty, především přepisy jeho divadelních komedií: C. a k. polní maršálek, Anton Špelec ostrostřelec, Nezlobte dědečka a Pobočník Jeho Výsosti. Dosud se promítají i filmy Hrdinný kapitán Korkorán, On a jeho sestra, Matka Kráčmerka a Jedenácté přikázání.
Longen publikoval i fejetony a články z oblasti divadelnictví převážně v Českém slovu a Národních listech. Proslavil se i jako spisovatel, a jako první označil Vlastu Buriana „králem komiků“ (již 1927), když napsal jeho stejnojmennou biografii. O Jaroslavu Haškovi napsal knihu Jaroslav Hašek (1928) a o své předčasně zesnulé první ženě román Herečka (1929). To byla současně i autobiografie a cenný dokument doby, neboť zde Longen důkladně zachytil divadelní prostředí Prahy 10. a 20. let; vystupují zde skutečné osoby, a to některé pod upravenými jmény (např. sám Longen jako „Hauten“, Burian jako „Dolan“) a některé přímo bez úpravy (např. Hašek).

## Osobní život
V roce 1910 se oženil s herečkou Polyxenou Markovou (1891–1928). Xena pak manžela provázela v kabaretech i divadlech po celý život, než se rozhodla v květnu 1928 dobrovolně odejít ze života skokem z okna. Na Silvestra téhož roku se Longen oženil podruhé, s Marií Uhlířovou, s níž pak měl dcery Marii a Jiřinu.
Longen byl od mládí bohém a hýřil. Každý den pobýval v hospodě, kde se opíjel a dělal dluhy. Právě dluhům, resp. nutnosti je splácet, je připisována jeho umělecká činorodost.
Zemřel 24. dubna 1936 na perforaci žaludečního vředu v benešovské nemocnici, kam byl převezen z letního bytu z Vysoké Lhoty u Čerčan. Je pohřben na Vinohradském hřbitově.

## Dílo

### Biografické romány
- Král komiků
- LONGEN, Emil Artur. Jaroslav Hašek [online].  Praha: E. Beaufort, 1928. S. 266. Dostupné online.
- Herečka (o manželce Xeně Longenové)

### Filmografie

#### Herecké role
– němé filmy
- Rudi na křtinách, 1911 – Rudi
- Rudi na záletech, 1911 – záletník Rudi
- Rudi se žení, 1911 – Rudi
- Rudi sportsman,1911 – sportovec Rudi
- Otrávené světlo, 1921 – iluzionista Durk

– zvukové filmy
- Aféra plukovníka Redla, 1931 – Alfred Redl, plukovník rakouského generálního štábu
- Třetí rota, 1931 – praporčík Benda

#### Režie
- Rudi na křtinách, 1911 (s Antonínem Pechem)
- Rudi na záletech, 1911 (s Antonínem Pechem)
- Rudi se žení, 1911 (s Antonínem Pechem)
- Rudi sportsman, 1911
- Miláček pluku, 1931
- Skalní ševci, 1931

#### Scénáře
- Miláček pluku, 1931
- Poslední bohém, 1931
- Skalní ševci, 1931
- Jsem děvče s čertem v těle, 1933
- Matka Kráčmerka, 1934
- Nezlobte dědečka, 1934
- Pokušení paní Antonie, 1934
- Zlatá Kateřina, 1934
- Jedenácté přikázání, 1935
- Jedna z milionu, 1935
- První políbení, 1935
- Studentská máma, 1935
- Naše IX., 1936

#### Náměty kfilmům
- Rudi na křtinách, 1911 (s Antonínem Pechem)
- Rudi na záletech, 1911 (s Antonínem Pechem)
- Rudi se žení, 1911 (s Antonínem Pechem)
- Rudi sportsman, 1911
- C. a k. polní maršálek, 1930 – divadelní hra
- C. a k. polní maršálek, německá verze (Der Falsche Feldmarschall), 1930 – divadelní hra
- Aféra plukovníka Redla, 1931 – divadelní hra Vyzvědačská aféra obrsta generálního štábu Redla
- Aféra plukovníka Redla, německá verze (Der Fall des Generalstabs-Oberst Redl), 1931 – divadelní hra Vyzvědačská aféra obrsta generálního štábu Redla
- C. a k. polní maršálek, francouzská verze (Monsieur le Maréchal), 1931 – divadelní hra
- Miláček pluku, 1931
- Poslední bohém, 1931
- Skalní ševci, 1931
- Anton Špelec, ostrostřelec, 1932 – divadelní hra Už mě vezou
- Pobočník Jeho Výsosti, 1933 – divadelní hra Kasta pro sebe
- Pobočník Jeho Výsosti, německá verze (Der Adjutant seiner Hoheit), 1933 – divadelní hra Kasta pro sebe
- Hrdinný kapitán Korkorán, 1934
- Nezlobte dědečka, 1934 – divadelní hra V tlamě velryby
- Pokušení paní Antonie, 1934
- Jedna z milionu, 1935
- Studentská máma, 1935

## Malby

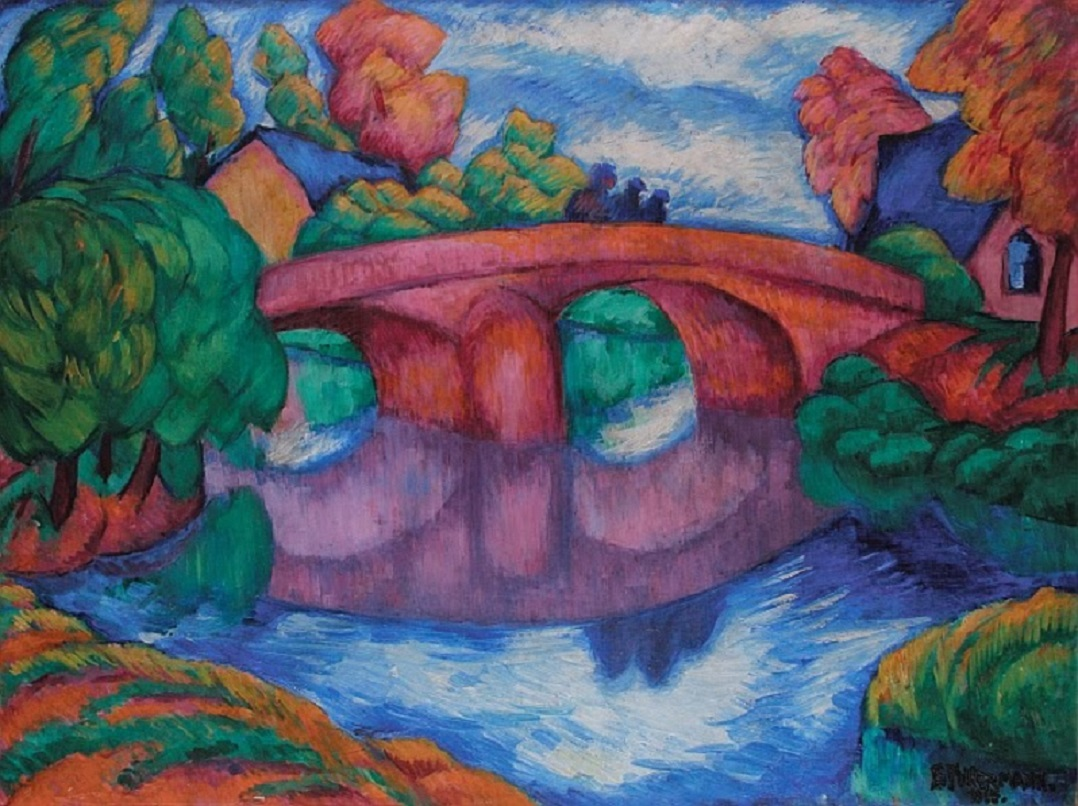
Pittermann Longen Most
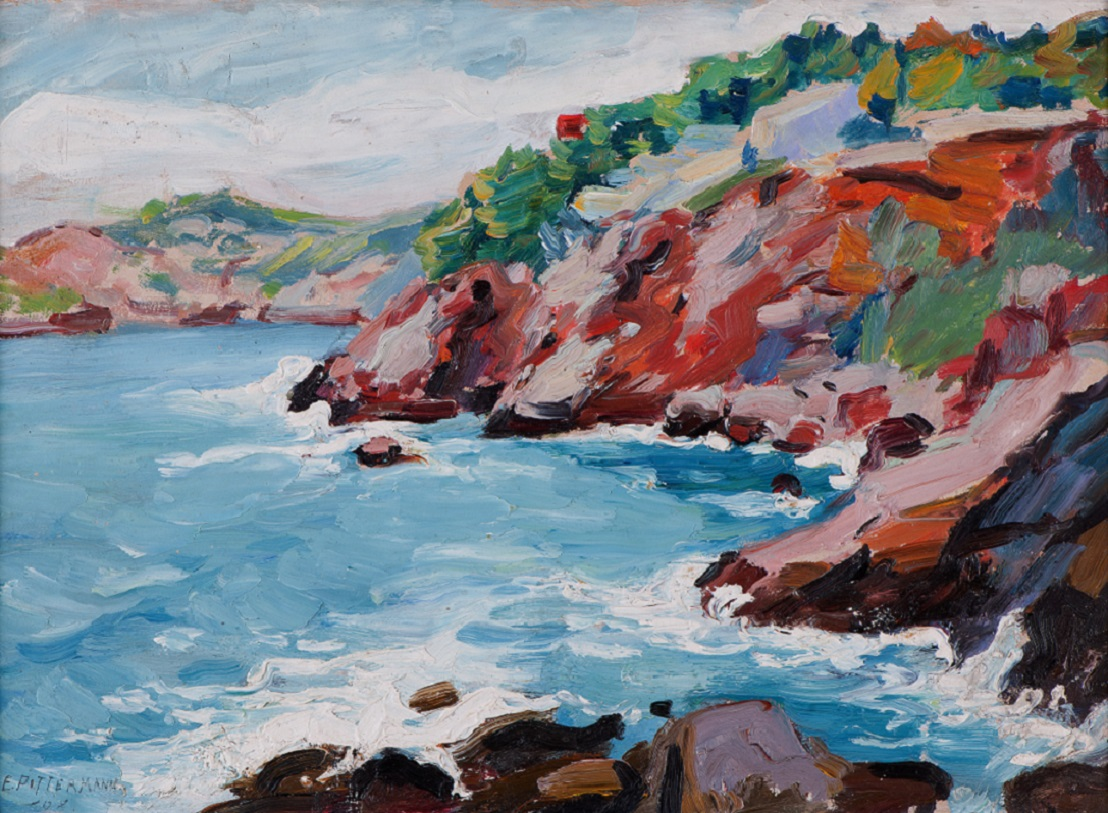
Pittermann Longen Pobřeží (1908)
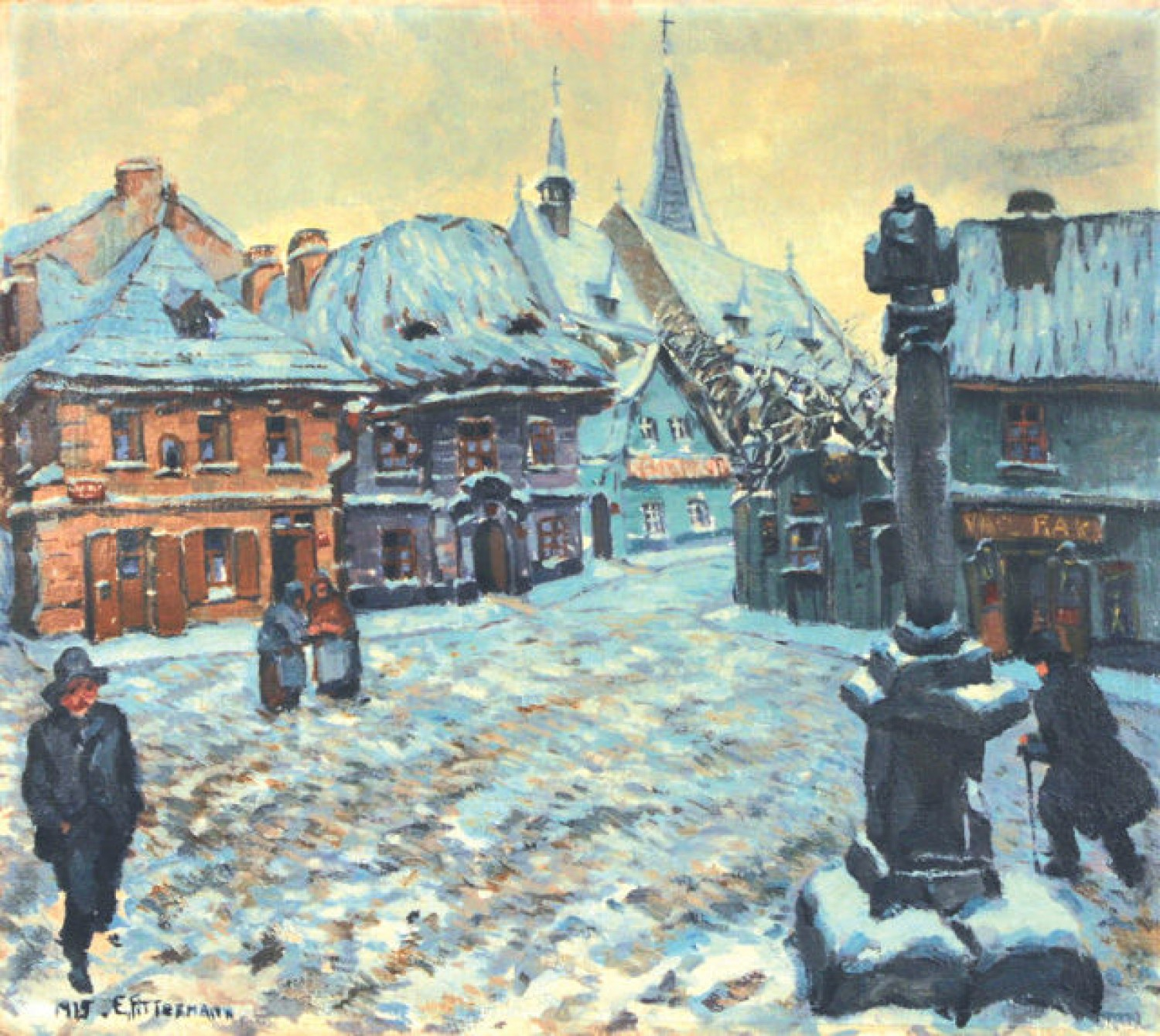
Pittermann Longen Jedová chýše (1915)
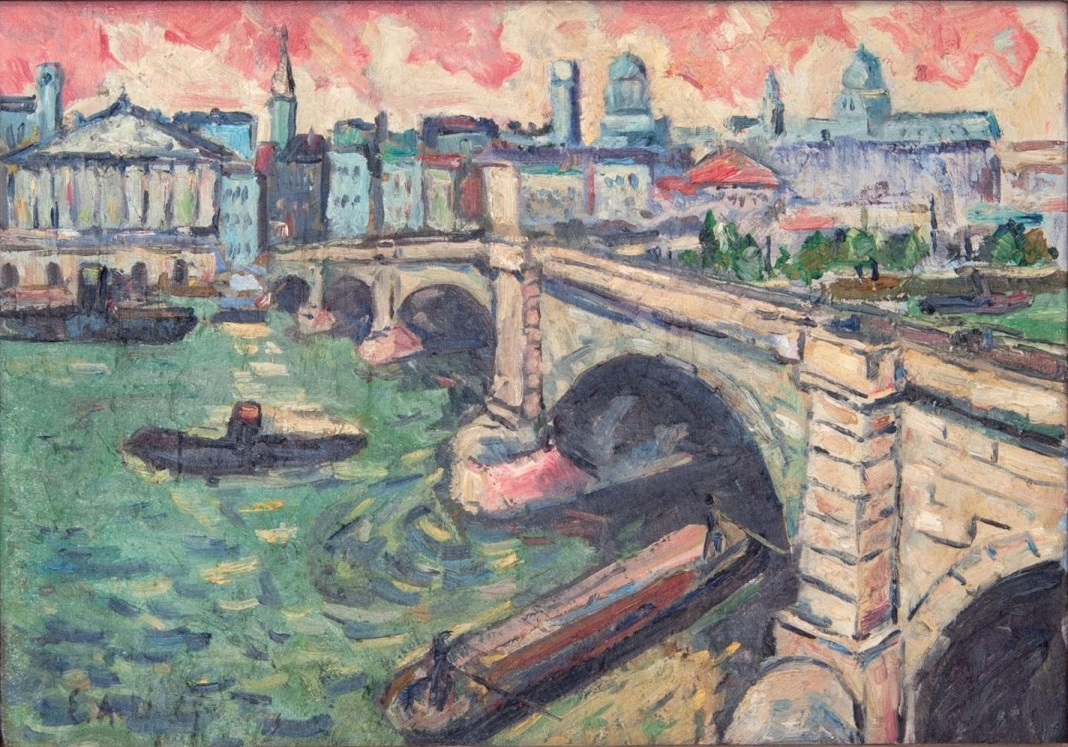
Pittermann Longen Řeka ve městě
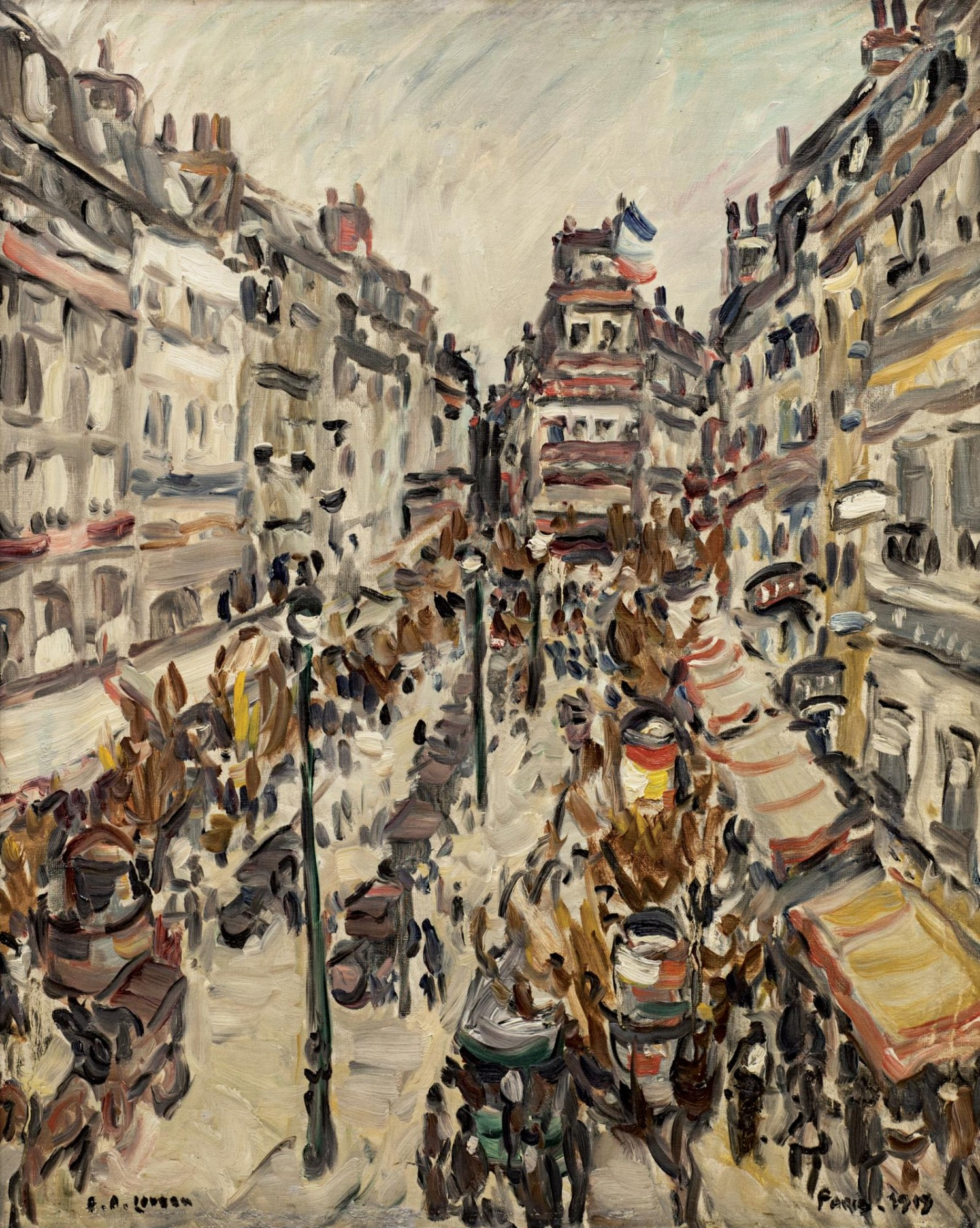
Pittermann Longen Paříž (1919)
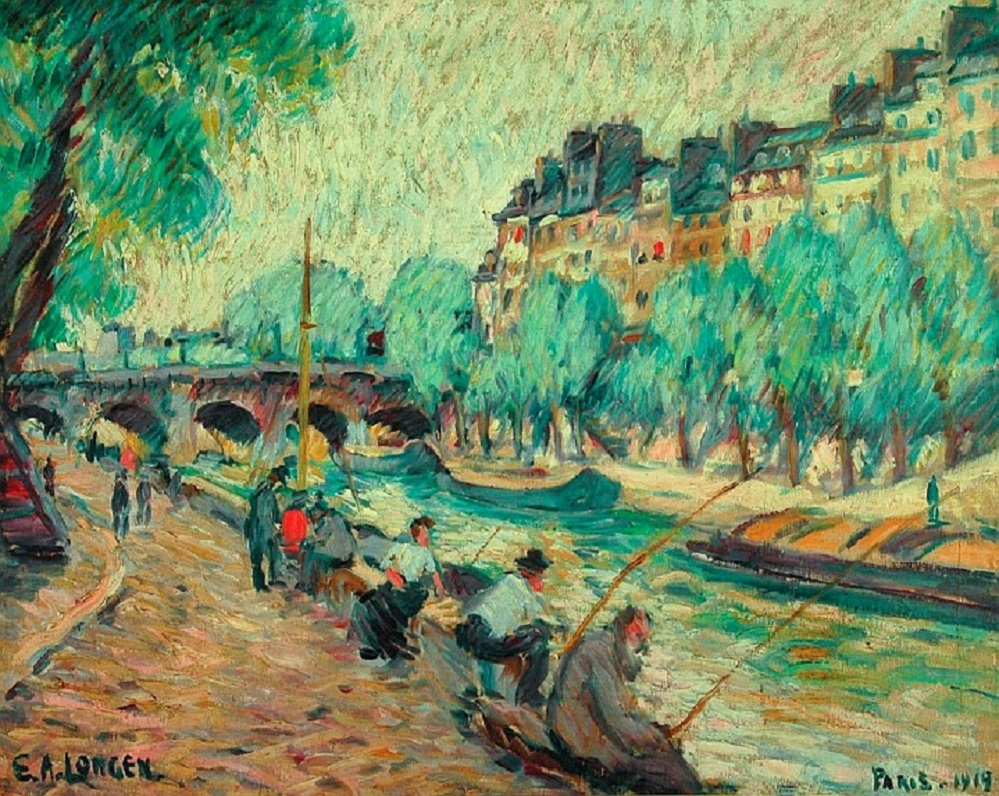
Pittermann Longen Rybáři u Seiny (1919)
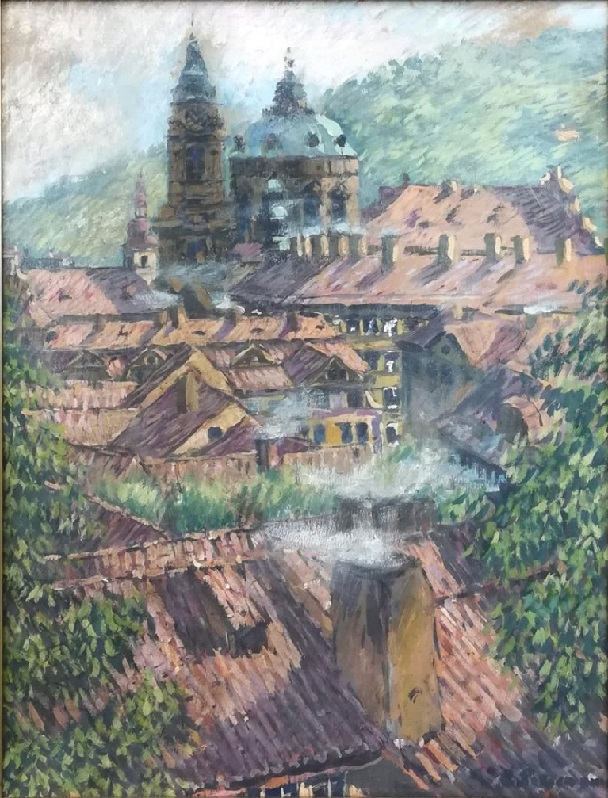
Pittermann Longen Chrám sv. Mikuláše
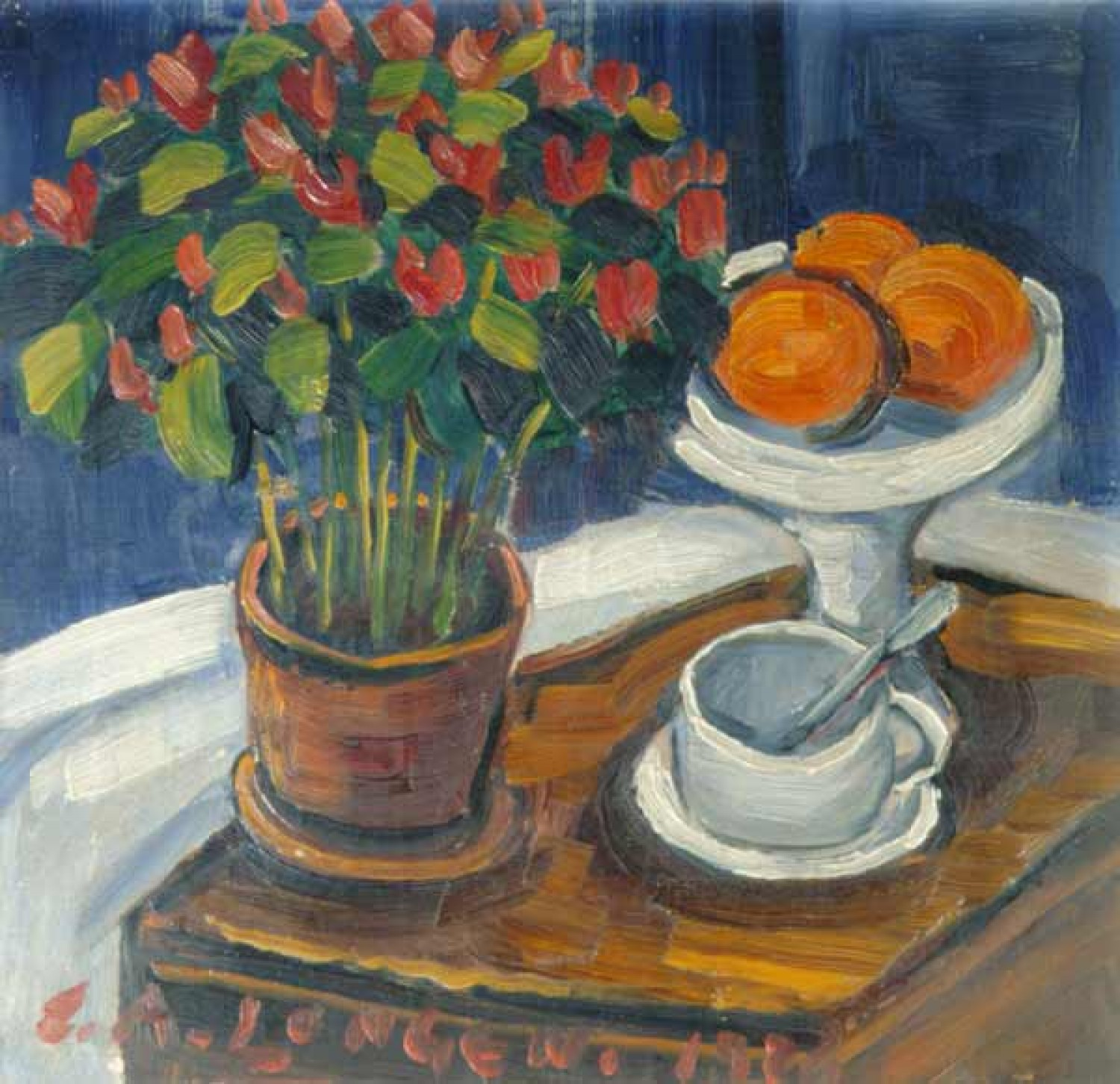
Pittermann Longen Zátiší (1926)
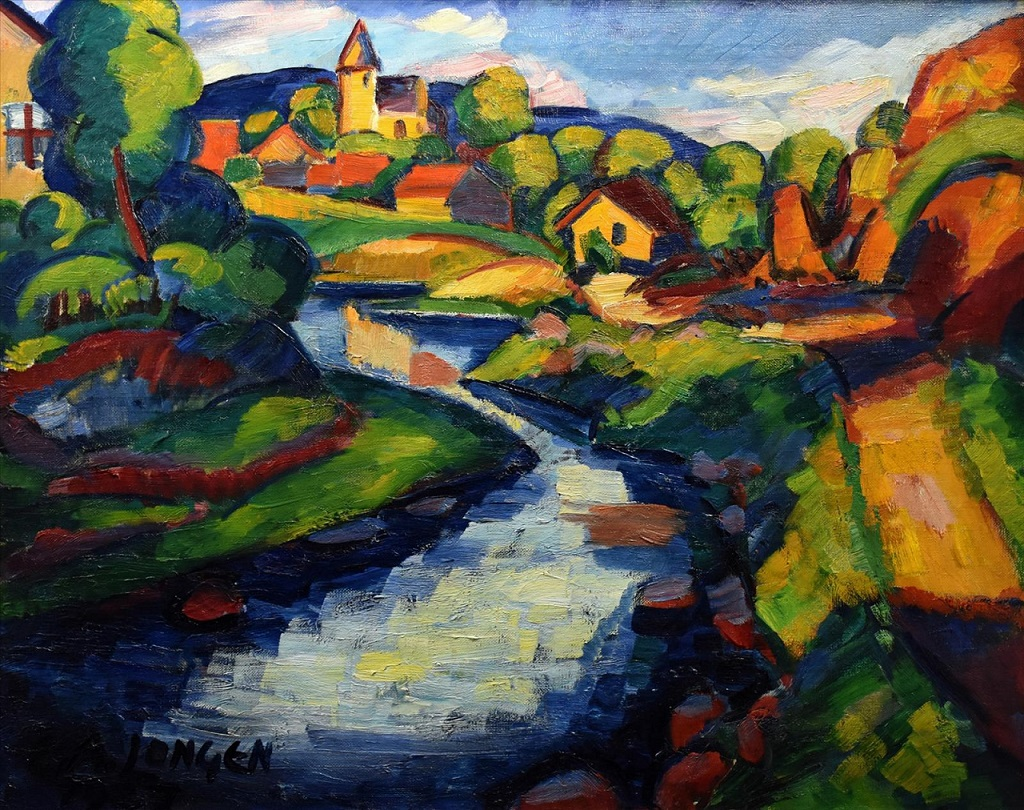
Emil Artur Longen Kostelík nad řekou (1927)
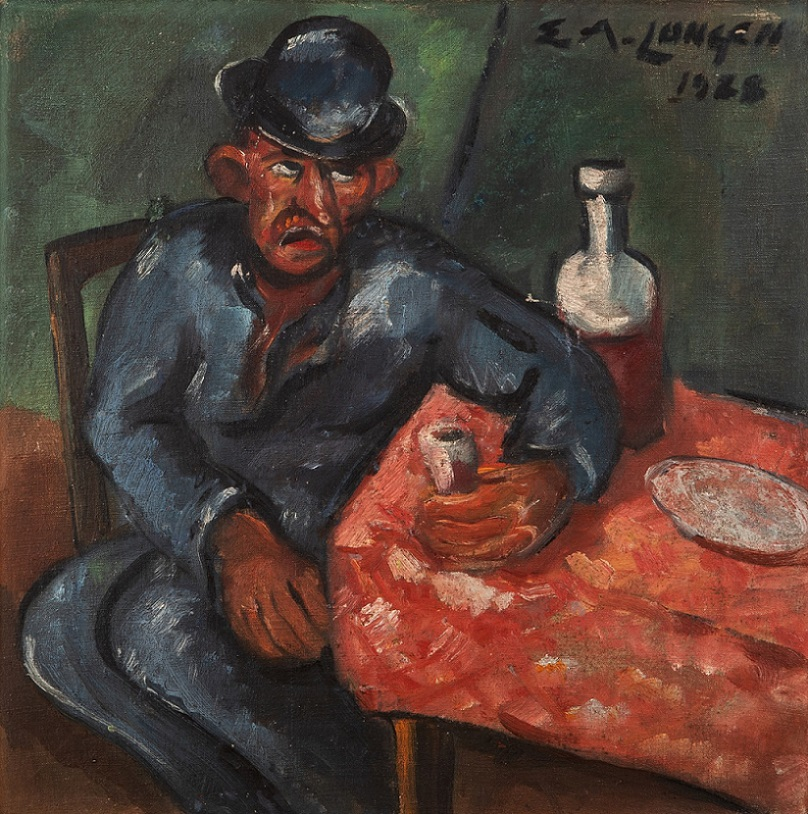
Pittermann Longen Piják (1928)
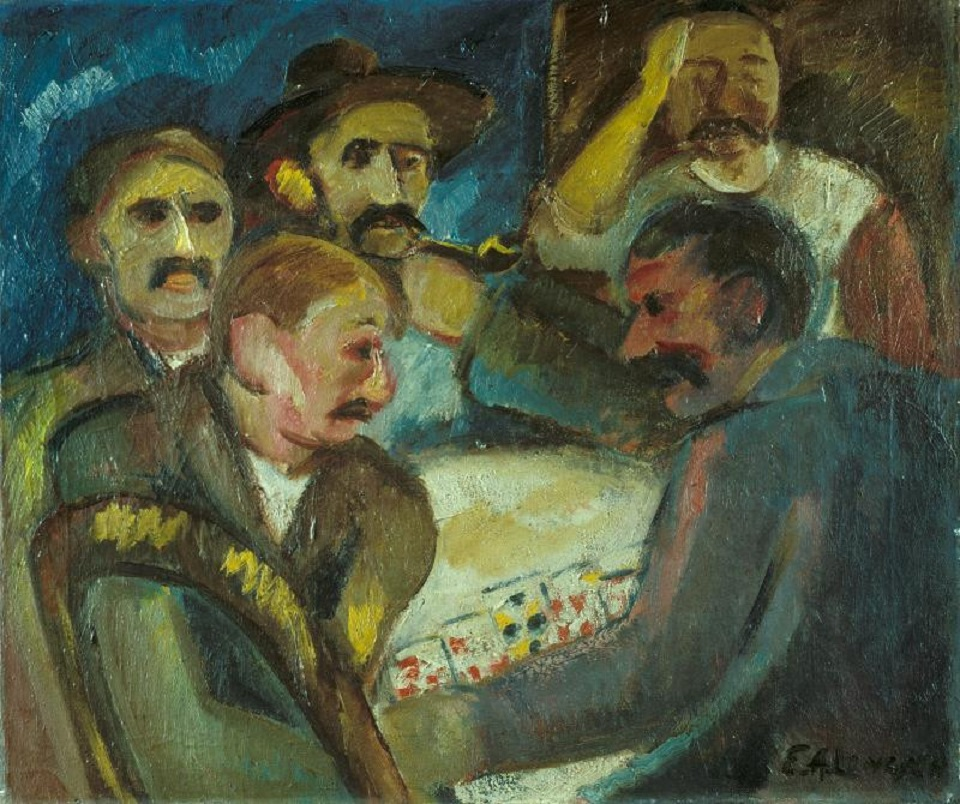
Pittermann Longen Hráči
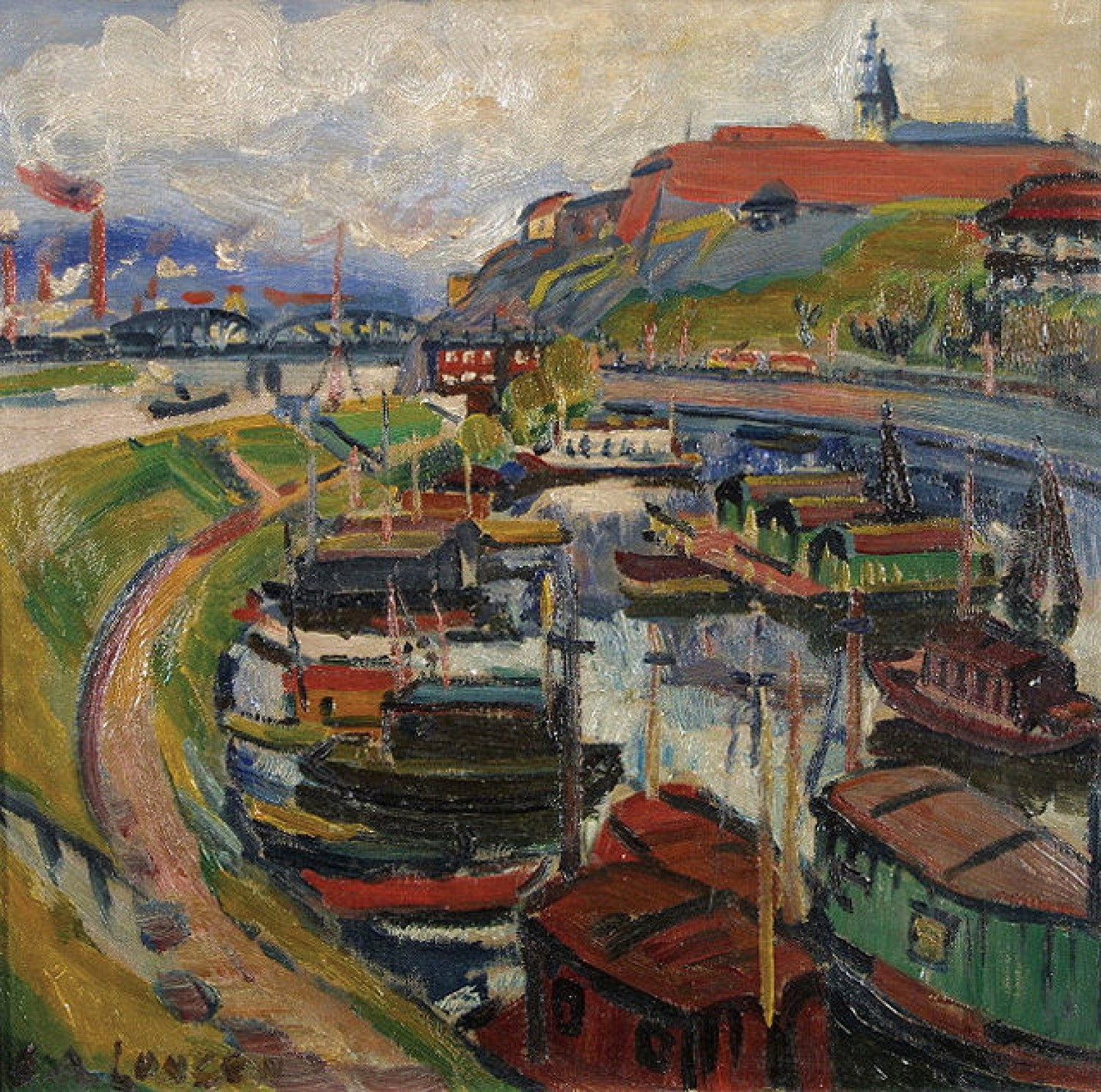
Pittermann Longen Přístav pod Vyšehradem
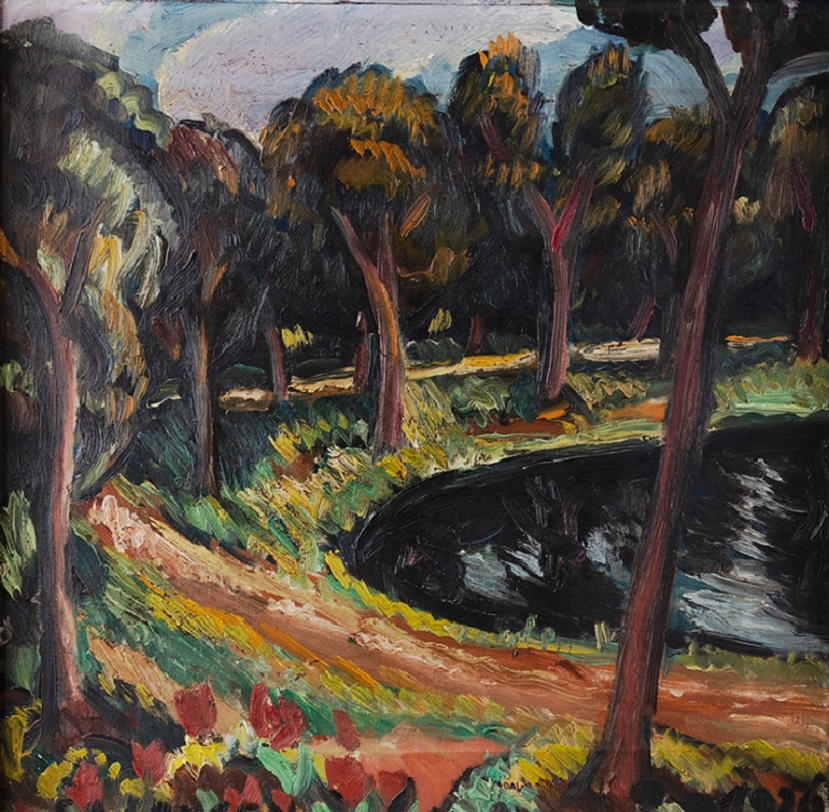
Pittermann Longen U rybníka
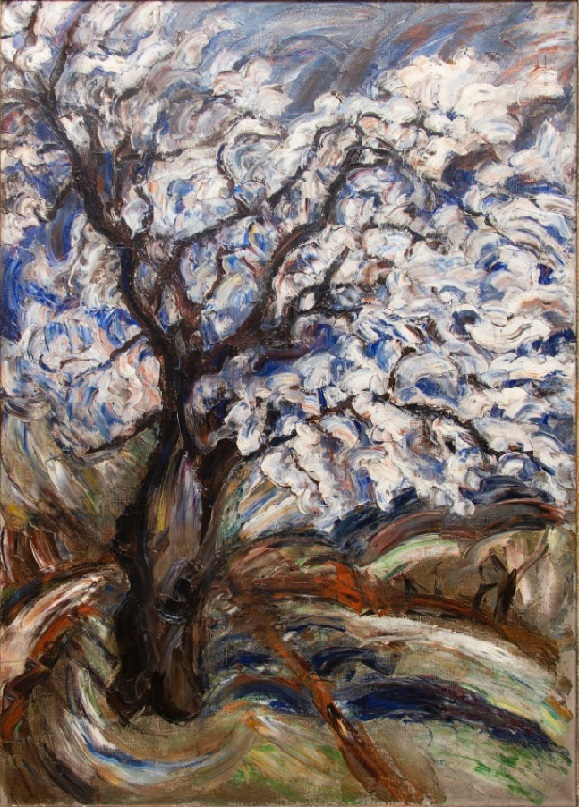
Pitterman Longen Strom
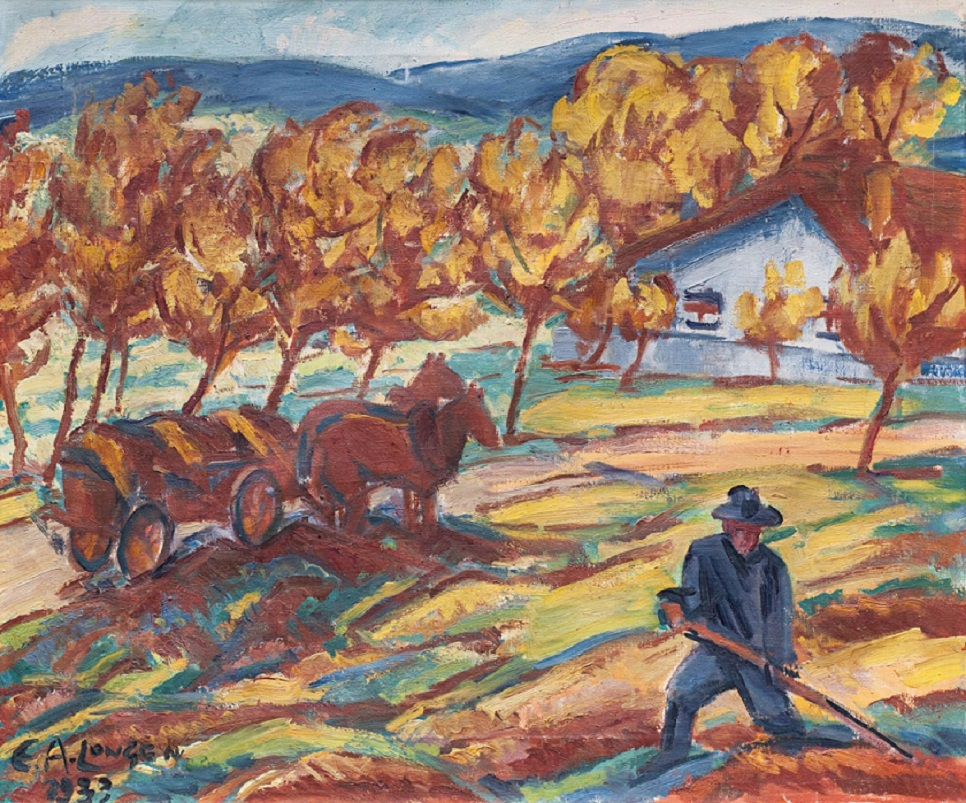
Pittermann Longen Senoseč (1933)
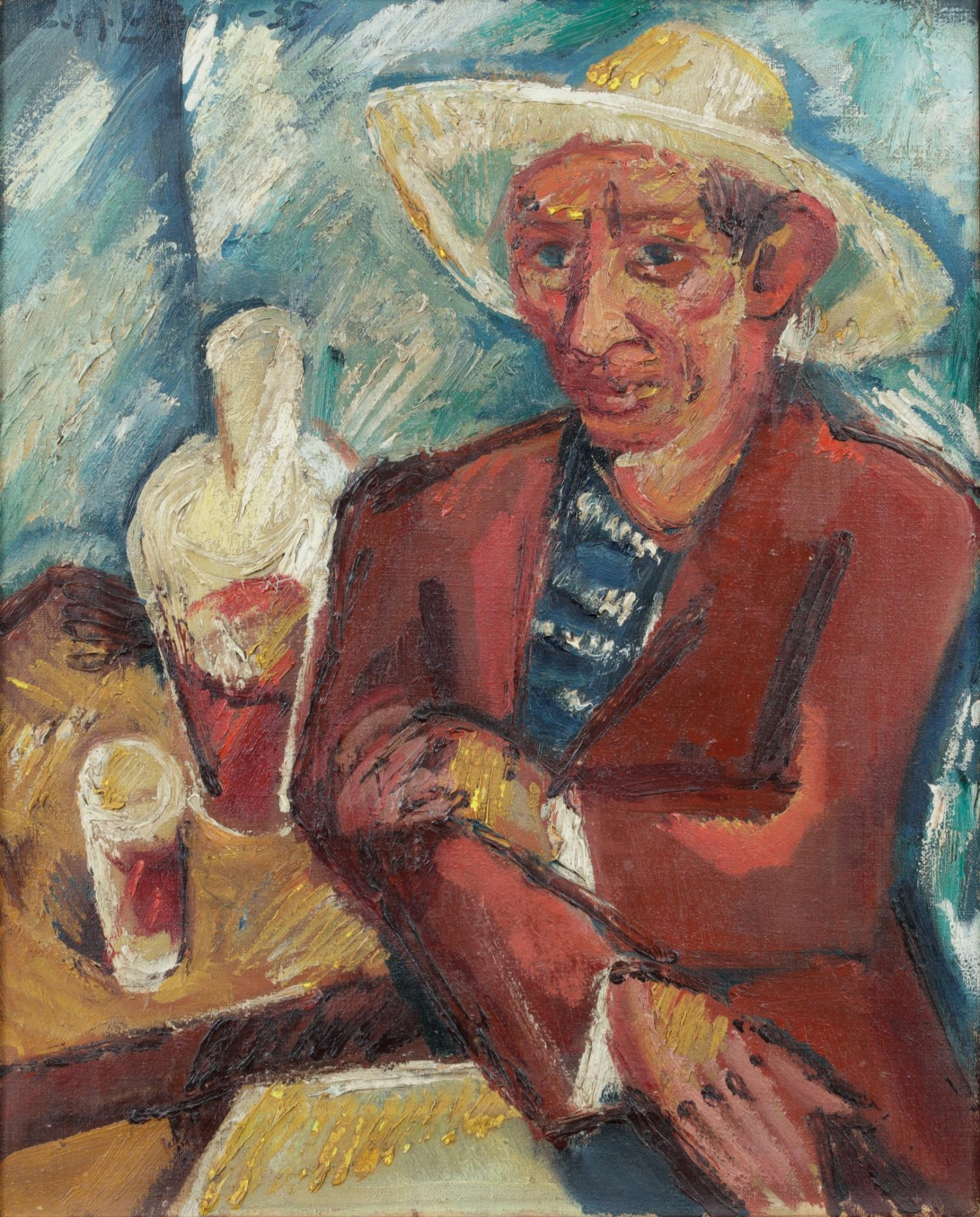
Pittermann Longen Autoportrét (1935)
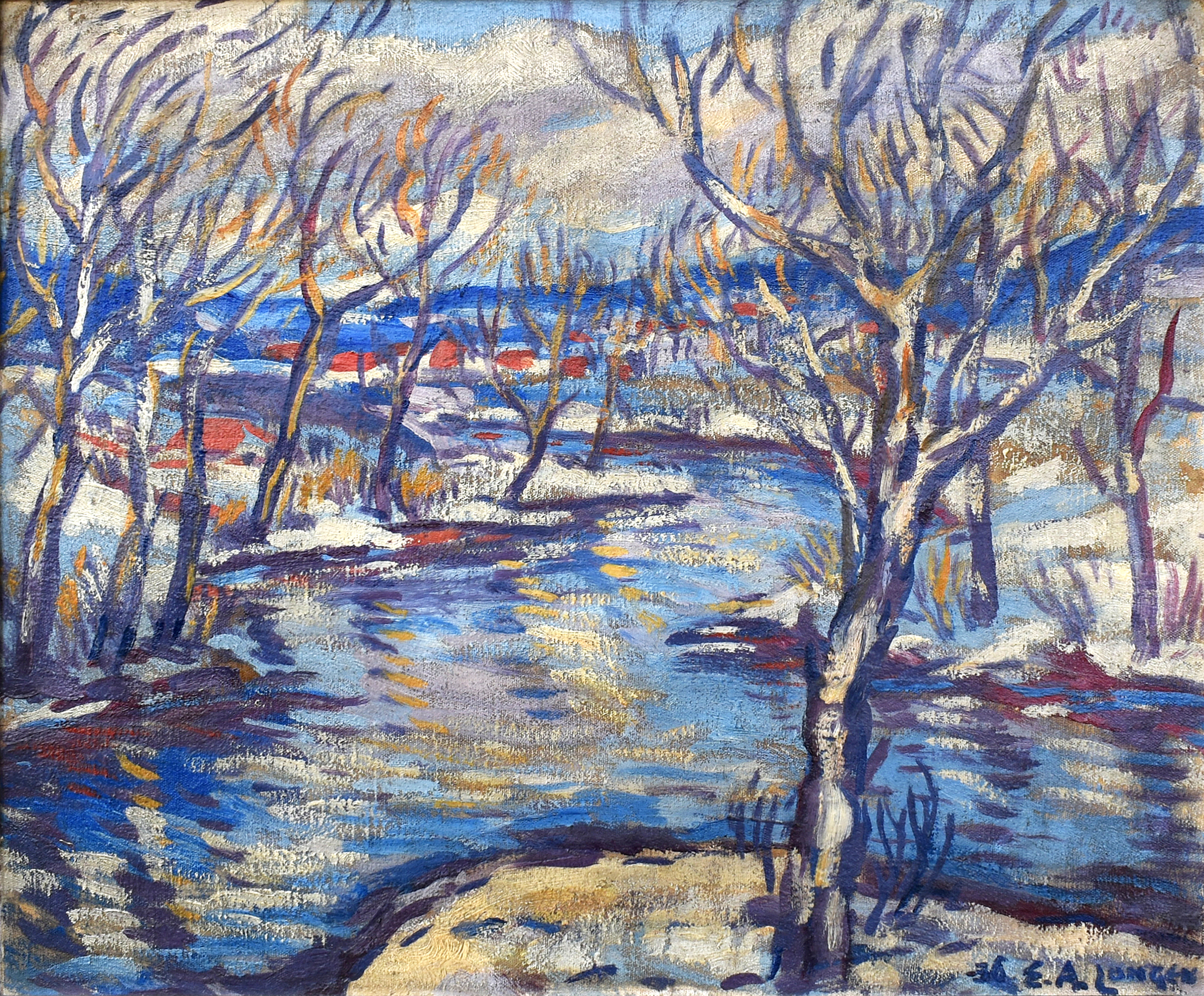
E.A. Longen - Soutok v zimě (1936)